# Iron Maiden (cómic)
Iron Maiden (Melina Vostokova (nombre de nacimiento); Melina Von Vostokoff; Мелина Востокова) (Español: La Doncella de Hierro) es una supervillana rusa que aparece en los cómics estadounidenses publicados por Marvel Comics. Aparece por primera vez en Marvel Fanfare # 11 (noviembre de 1983) y fue creada por Ralph Macchio y George Pérez. La personaje es rusa y se representa sobre todo como una enemiga de la Viuda Negra. Ella era miembro de los Thunderbolts y Femizons.
La personaje llega a la acción real en la película del Universo cinematográfico de Marvel Black Widow (2021), interpretada por Rachel Weisz.

## Historial de publicaciones
Iron Maiden apareció por primera vez en Marvel Fanfare # 11 (noviembre de 1983), creado por Ralph Macchio y George Pérez.

## Biografía ficticia
Melina Vostokova era una agente reclutada por el Gobierno de la Federación de Rusia. Sintiendo que vivía a la sombra de Natalia Romanova/Viuda Negra, Iron Maiden comenzó a desarrollar un profundo odio hacia ella. Con el tiempo, dejó de trabajar para el gobierno de Rusia y se convirtió en agente independiente y asesina.
Iron Maiden fue uno de los asesinos contratados para matar a la Viuda Negra. Mientras luchaba contra Natalia Romanova, Iron Maiden fue interrumpida por Jimmy Woo y los agentes de S.H.I.E.L.D. que llegaron y pusieron fin a la batalla. Finalmente, Iron Maiden logró escapar de la Viuda Negra y Jimmy Woo.
Luego se unió a Femizons, un equipo de criminales sobrehumanas lideradas por Superia, cuyo propósito era ganar poder y esterilizar el planeta para crear un nuevo mundo donde las mujeres gobernarían. Iron Maiden sirvió como uno de los lugartenientes de Superia.
Iron Maiden finalmente fue detenida y obligada a unirse a los Thunderbolts durante Civil War.
Iron Maiden luego se unió a los revolucionarios soviéticos Remont Six para liderar un ataque a una base A.I.M. fuera de la Zona Prohibida en Rusia. Aunque su equipo dominó al Guardián Rojo y Dínamo Carmesí con facilidad, Ursa Major pudo noquear a la mayoría de ellos.

## Poderes y habilidades
Iron Maiden es una maestra de las artes marciales, asesina y espía, con conocimientos en horticultura.
 También es experta en armas. Lleva un traje de metal ligero pero fuerte que la protege de impactos, balas y armas de energía. Parece funcionar como una forma de exoesqueleto plateado, mejorando su fuerza y durabilidad en un grado desconocido.

## Otras versiones

### Tierra X
En la trilogía Tierra X, una versión de Iron Maiden juega un papel importante como un personaje diferente de la versión original de Tierra-616. Iron Maiden es una científica que trabaja en un proyecto iniciado por Reed Richards, que está destinado a impulsar el mundo utilizando vibranium, para crear una fuente de energía eficiente que no tenga límite. Durante su exposición al vibranium, se convierte en una mutación humana y adquiere la capacidad de tener control total sobre el vibranium. Usando sus poderes, Iron Maiden pudo crear un vibranium amor en todo su cuerpo, generar armas de fuego, demostró proyección de energía y tenía el poder de volar, aunque el alcance y los límites de sus poderes siguen siendo desconocidos. La obligaron a convertirse en una sirvienta de Red Skull hasta su muerte.

### Mangaverso
En la realidad de Marvel Mangaverso, aparece una versión de Iron Maiden bajo el nombre de Antoinette "Toni" Stark. El personaje es representado como la hermana gemela de Tony Stark, un exagente de S.H.I.E.L.D. que se hizo cargo de Industrias Stark después de que su hermano desapareciera misteriosamente. El personaje luego muere durante una batalla con Hulk.

### Exiliados
En la serie New Exiles, una mujer no identificada usa el alias de Iron Maiden mientras usa su propio traje de batalla y es miembro de "Bloodforce" junto con Blackdog, Bloodwitch, Rough Justice y Sandstorm.

### Ultimate Marvel
El equivalente de Iron Maiden en Ultimate Marvel era un nombre en clave alternativo para Natalia Romanova mientras lucía su propia armadura negra también apodada Cybernatrix.

## En otros medios

### Televisión
- Una variación de Iron Maiden aparece en los episodios de Avengers Assemble, "World War Hulk" y "Civil War, Part 1: The Fall of Attilan" como dos trajes de batalla (uno negro y otro plateado) utilizados por Natasha Romanova / Viuda Negra.[29]

### Universo cinematográfico de Marvel
Melina Vostokoff/Iron Maiden aparece en la película de acción en vivo de Universo cinematográfico de Marvel (UCM), interpretada por Rachel Weisz.
- Apareciendo por primera vez en la película de acción real Black Widow (2021), esta versión es una espía experimentada y científica principal de la Habitación Roja que desarrolló un medio para controlar a sus viudas y sirve como figura materna para Natasha Romanoff y Yelena Belova, y una pareja de Alexei Shostakov. Después de reunirse con el trío, Vostokoff se une a ellos para desmantelar la Habitación Roja de una vez por todas.
- Una variante de la línea de tiempo alternativa de Vostokoff aparece en la serie animada de Disney+ What If...?:
  - En la temporada 2, episodio, "¿Qué pasaría si... la Capitana Carter luchara contra el Hydra Stomper?", Vostokoff se convirtió en la jefa de la Habitación Roja que le lavó el cerebro a Steve Rogers antes de que ella fuera asesinada por Romanoff.
  - En la temporada 3, episodio, "¿Qué pasaría si... Hulk peleará con los Mechs de los Vengadores?",  con la voz de Kari Wahlgren,[35] ella se convirtió en miembro de los Vengadores durante la lucha contra Apex Hulk y su ejército de Bestias Gamma.